# Siti Nordiana
Siti Nordiana, pseudonim Nana, właśc. Siti Nordiana Alias (ur. 22 listopada 1984 w Sendayan) – malezyjska piosenkarka i aktorka.
Swoją karierę muzyczną rozpoczęła w wieku 15 lat. W 1999 roku wydała swój pierwszy album pt. Gurindam Rindu Berkasih.
W 2015 r. wydała album muzyki religijnej pt. Anakku Sayang. Wygrała drugi sezon programu reality show Gegar Vaganza.

## Dyskografia
| Rok  | Album                   |
| ---- | ----------------------- |
| 1999 | Gurindam Rindu Berkasih |
| 2000 | Luahan Hati Kekasih     |
| 2002 | Bingkisan Kasih         |
| 2004 | Pelangi                 |
| 2011 | Semakin Jelas           |
| 2015 | Anakku Sayang           |
| 2021 | Zikir Ketuhanan         |